# Josiah Grout
Josiah Grout Jr., född 28 maj 1841 i Compton, Québec, död 19 juli 1925 i Derby, Vermont, var en amerikansk republikansk politiker. Han var guvernör i delstaten Vermont 1896–1898.
Grouts föräldrar var amerikanska medborgare som återvände från Kanada till Vermont när Josiah var sex år gammal. Han gick i skola i Vermont och deltog sedan i amerikanska inbördeskriget i nordstatsarmén. I kriget sårades han den 1 april 1863 i en eldstrid med en sydstatspartisan i Virginia.
Efter kriget studerade Grout juridik och gifte sig 1867 med Harriet Hinman. Familjen bodde i Illinois mellan 1874 och 1880. Grout var sedan en betydande jordbrukare i Vermont.
Grout efterträdde 1896 Urban A. Woodbury som guvernör och efterträddes 1898 av Edward Curtis Smith. Grout avled 1925 gravsattes på Derby Center Cemetery i Orleans County, Vermont. Sonen Aaron Grout var delstatens statssekreterare (Secretary of State of Vermont) 1923–1927.